# Dzjeltoelach
De Dzjeltoelach (Russisch: Джелтулах) is een 152-kilometer lange rechterzijrivier van de Timpton, gelegen in de Russische autonome republiek Jakoetië, in Oost-Siberië.
De rivier ontspringt in de Soennagyn en stroomt langs het Hoogland van Aldan in het zuidoosten van Jakoetië.
De belangrijkste zijrivier is de Oelachan-Tarakanda (102 km). aan linkerzijde. In het stroomgebied van de rivier bevinden zich ongeveer 230 meren. De rivier is bevroren van de tweede helft van oktober tot midden mei.